# Holomelina marginata
Holomelina marginata är en fjärilsart som beskrevs av Druce 1885. Holomelina marginata ingår i släktet Holomelina och familjen björnspinnare. Inga underarter finns listade i Catalogue of Life.